# Eric Malpass
Eric Lawson Malpass (14. listopadu 1910 Derby – 16. října 1996) byl anglický spisovatel známý svými humoristickými romány ze života venkovské rodiny Pentecostů. Psal i romány historické z dob od středověku po Eduardovské období. Některá jeho díla byla zfilmována. Velkou popularitu si získal v Německu.

## Život
Narodil se v Derby a absolvoval školu krále Jindřicha VIII (King Henry VIII School) v Coventry. Pracoval v bance v Long Eaton, Derbyshire. Literatuře se věnoval po práci, po večerech nebo ve dnech volna. Pravidelně zasílal příspěvky do povídkového časopisu Argosy, a trvalo mnoho let, než byla jeho povídka poprvé zveřejněna. Poté začaly jeho práce otiskovat i jiné časopisy a v roce 1955 vyhrál soutěž o nejlepší povídku časopisu Observer. Jeho první kniha, Beefy Jones, vyšla v roce 1957. V roce 1965 vydal knihu Ranní ptáček (Morning’s at Seven), která měla ve Velké Británii dobré recenze, ale malý odbyt. Překlad knihy do němčiny, který vyšel v roce 1967, měl ale obrovský úspěch a titul se držel tři roky na prvním místě žebříčku nejprodávanějších knih. Po tomto úspěchu se Malpass rozhodl věnovat pouze literatuře. Banka, kde pracoval, odmítla zpočátku přijmout jeho rezignaci, poté mu vyhrožovala, že ztratí nárok na svou penzi. K dohodě došlo až po dlouhých jednáních.
Malpass byl ženatý, má jednoho syna, dvě vnučky a pět pravnoučat. Žil v Long Eaton, Derbyshire. Pět let před svou smrtí se přestěhoval do Bishop's Waltham v Hampshire.

## Dílo
Tales from the Pentecost Family
- Morning’s at Seven (London: Heinemann, 1965)
- At the Height of the Moon (London: Heinemann, 1967)
- Fortinbras Has Escaped (London: Pan Books, 1970)
- The Long Long Dances (London: Corgi Books, 1978)
- Summer Awakening (London: Corgi, 1978)
- Evensong (1982)
- Pig-in-the-Middle (1989)

Další humoristické román
- Beefy Jones (London: Longmans, Green & Co., 1957)
- Oh My Darling Daughter (London: Eyre & Spottiswoode, 1970)
- Familie Limmerick (1971)

Shakespearovská trilogie
- Part I: Sweet Will (London: Macmillan Publishers, 1973)
- Part II: The Cleopatra Boy (London: Macmillan, 1974)
- Part III: A House of Women (London: Macmillan, 1975)

Další romány s historickými náměty
- The Wind Brings Up the Rain (London: Heinemann, 1978)
- The Raising of Lazarus Pike (1980)
- The Lamplight and the Stars (London: Hamlyn, 1985)
- Of Human Frailty (životopisný román o Thomasu Cranmerovi) (London: Robert Hale, 1986)

### České překlady
- Ranní ptáček (Morning’s at Seven).
  - 1. vydání: překlad Olga Rychlíková. Praha: Odeon, 1974. [Svěže napsaný humoristický román o povedeném kloučkovi z anglické rodiny, žijícím s početným příbuzenstvem v rozlehlém domě. Malý nezbeda prožívá řadu dobrodružství, jimiž překvapuje, rozesmává či přivádí do zoufalství své okolí, a zároveň převrací zakořeněné rodinné řády a vyostřuje příbuzenské vztahy.]
  - 2. vydání: Praha: Knižní klub, 1994. ISBN 80-85634-69-4. [Autor se očima malého chlapce dívá na prostředí, ve kterém vyrůstá, na jednotlivé členy rodiny, kteří žijí svůj vlastí život pod střechou anglické venkovské usedlosti. Nenásilně vkomponovaným dramatickým prvkem do jinak prostého děje je první setkání dítěte s fyzickou bolestí a krutostí, s níž se za pomoci dospělých malý hrdina čestně a bez následků vyrovná. Příběh malého chlapce, který žije ve velké rodině, je psán s jemným humorem a laskavým porozuměním pro psychologii dítěte.]

Obě anotace převzaty z databáze Národní knihovny ČR.

### Rozhlasová adaptace
Román Ranní ptáček (Morning’s at Seven) byl v roce 1989 zpracován jako rozhlasová hra. Dramatizace: Alena Bechtoldová, režie Karel Weinlich, hráli: Jakub Zdeněk, Alexandra Tomanová, Tomáš Töpfer, Vlastimil Brodský, Jiřina Jirásková, Věra Kubánková, Jaroslav Konečný, Michal Pavlata, Ivan Gübel, Jana Synková, František Němec, Jana Drbohlavová, Petr Lněnička a Jakub Dvořák.